# Мадлиц-Вилмерсдорф
Мадлиц-Вилмерсдорф (њем. Madlitz-Wilmersdorf) општина је у њемачкој савезној држави Бранденбург. Једно је од 38 општинских средишта округа Одер-Шпре. Према процјени из 2010. у општини је живјело 729 становника. Посједује регионалну шифру (AGS) 12067310.

## Географски и демографски подаци
Мадлиц-Вилмерсдорф се налази у савезној држави Бранденбург у округу Одер-Шпре. Општина се налази на надморској висини од 65 метара. Површина општине износи 45,1 km². У самом мјесту је, према процјени из 2010. године, живјело 729 становника. Просјечна густина становништва износи 16 становника/km².